# 2023年焚燒古蘭經危機

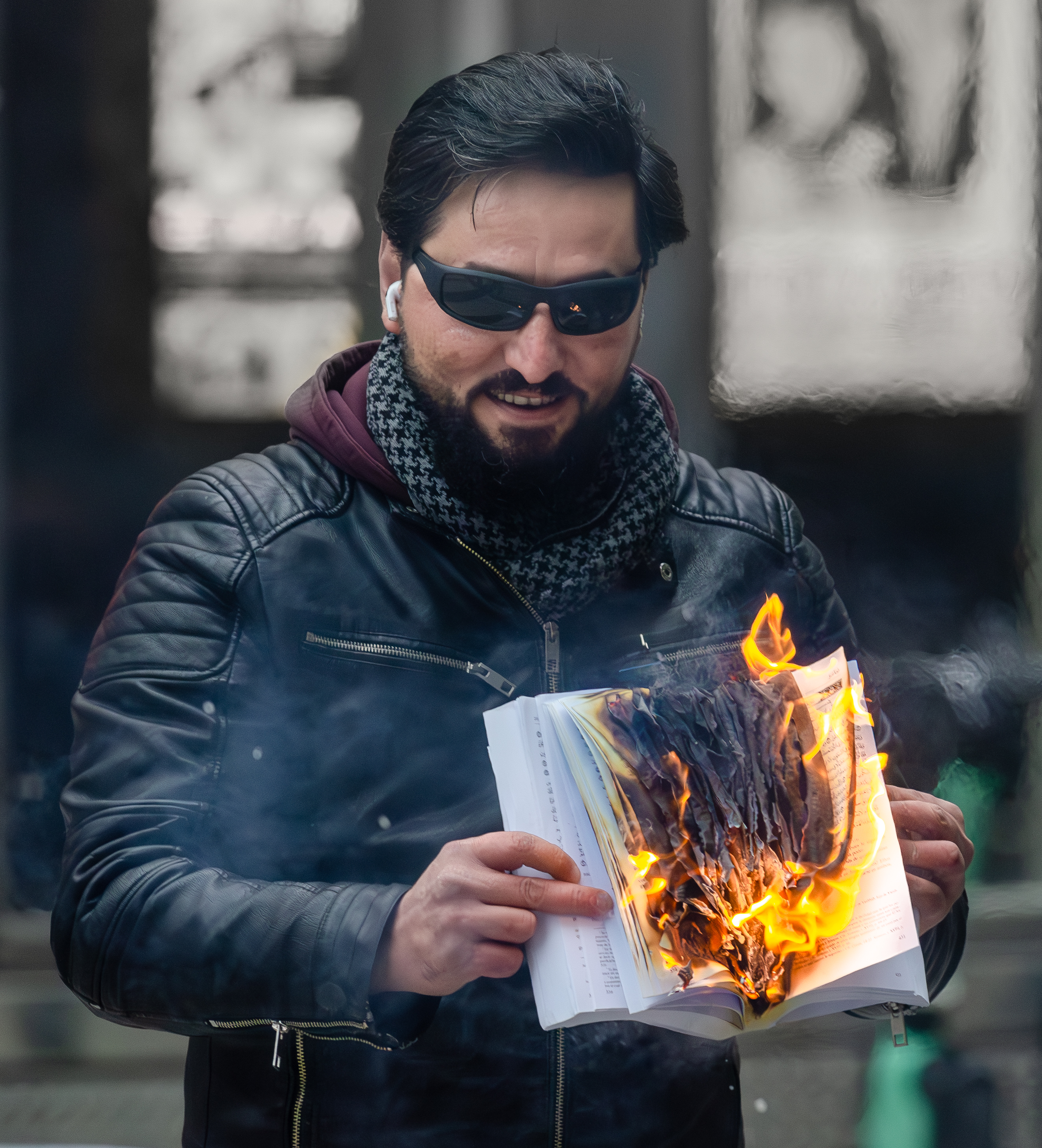
2023年10月，薩爾萬·莫米卡焚燒《古蘭經》

2023年，丹麥和瑞典發生多宗焚燒《古蘭經》事件，瑞典媒體將其統稱為「《古蘭經》危機」（瑞典語：Korankrisen）。其中最受矚目的事件發生於6月28日，時年37歲的伊拉克亞述人難民薩爾萬·莫米卡在斯德哥爾摩清真寺外撕毀並焚燒《古蘭經》頁面。這一舉動引發國際間的抗議與譴責，尤其在穆斯林世界內部掀起強烈反應。7月20日，莫米卡計劃在斯德哥爾摩再次焚燒《古蘭經》，結果導致抗議者闖入瑞典駐伊拉克大使館並縱火。
此事件進一步引發丹麥的抗議行動，示威者在數個穆斯林國家大使館外焚燒《古蘭經》。隨後的反制抗議，包括暴力行為與抵制運動，最終促使丹麥重新引入褻瀆法，將「對宗教文本的不當對待」列為刑事罪。
2025年1月29日，莫米卡在斯德哥爾摩近郊的南泰利耶一棟公寓樓內遭槍擊身亡，享年38歲。

## 事件

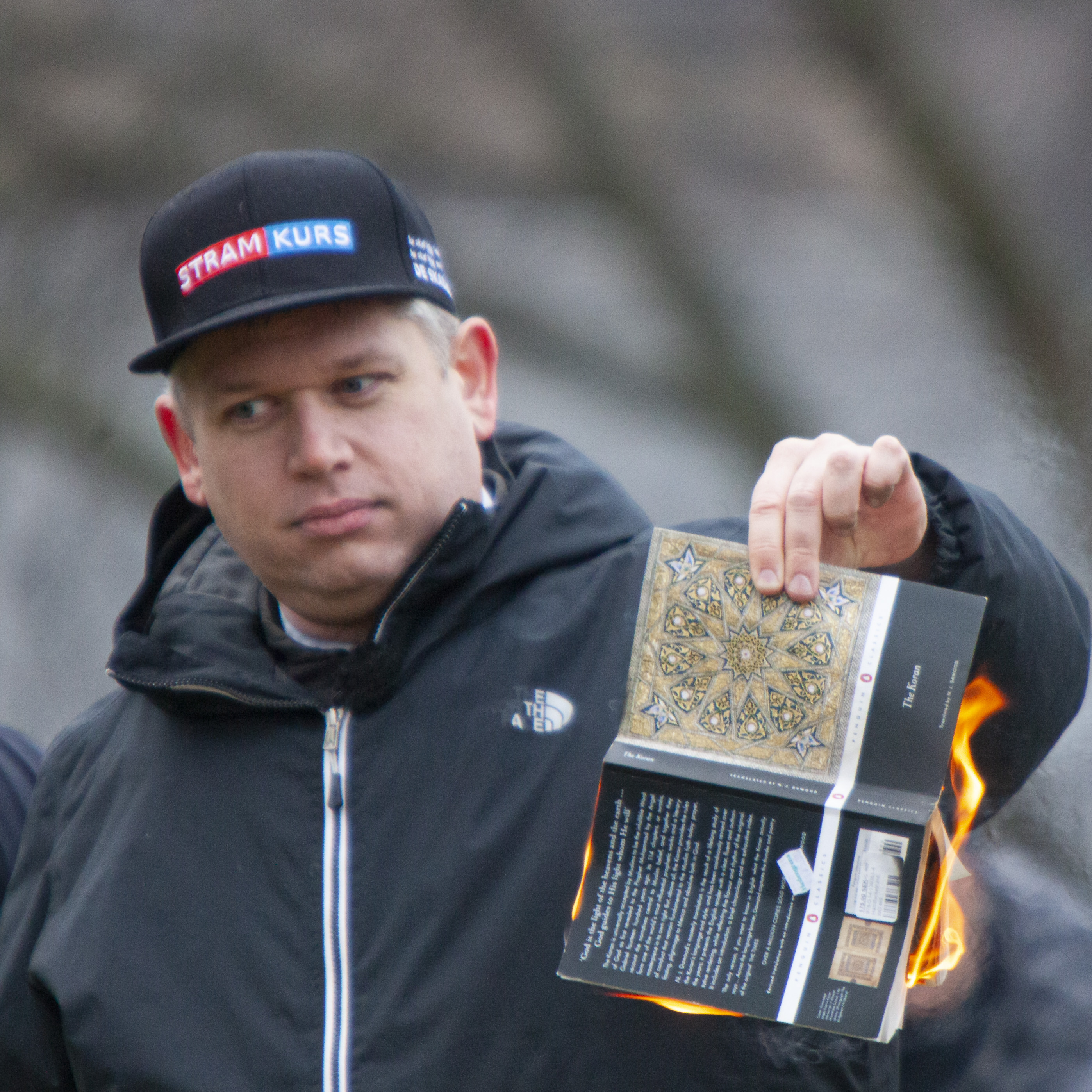
2023年1月，拉斯穆斯·帕魯丹焚燒《古蘭經》

2023年1月，丹麥極右翼政治人物拉斯穆斯·帕魯丹在土耳其駐瑞典大使館外焚燒一本《古蘭經》，導致土耳其國防部長胡盧西·阿卡爾宣佈暫停與瑞典就加入北約事宜的談判。同日，大使館外還舉行支持庫爾德人及反北約的示威活動。
薩爾萬・莫米卡是一名時年37歲的亞述裔男子，2018年以難民身份從伊拉克逃往瑞典。他是一名無神論者，並公開主張瑞典應該禁止《古蘭經》。
6月28日，他出現在斯德哥爾摩清真寺外，站在警方設立的封鎖線後方，手持兩面瑞典國旗，背景播放著瑞典的非正式國歌《你古老，你自由》。隨後，他當眾撕毀並焚燒《古蘭經》，並在其上放置一塊煙肉。期間，一名抗議者試圖朝他投擲物品，隨後遭警方逮捕。此事發生於伊斯蘭的重要節日——宰牲節。
事件發生後，斯德哥爾摩警方表示，他們收到更多關於焚燒《古蘭經》的申請，以及在以色列駐瑞典大使館外焚燒《妥拉》和《聖經》的申請，但後者最終被取消。
此事件引發丹麥一系列後續抗議。7月24日，丹麥極右翼活動人士在伊拉克駐丹麥大使館外焚燒《古蘭經》，次日，抗議者在哥本哈根的埃及駐丹麥大使館外進行類似行動，同日，另一場焚燒事件發生於土耳其駐丹麥大使館外。7月31日，丹麥當地共計有計劃7場焚燒《古蘭經》的活動。
2023年9月3日，莫米卡在一場有200名圍觀者的活動中再次焚燒《古蘭經》，引發暴動，示威者向警方投擲石塊。
2025年1月29日，莫米卡在家中遭到槍殺。

## 抗議與暴力事件

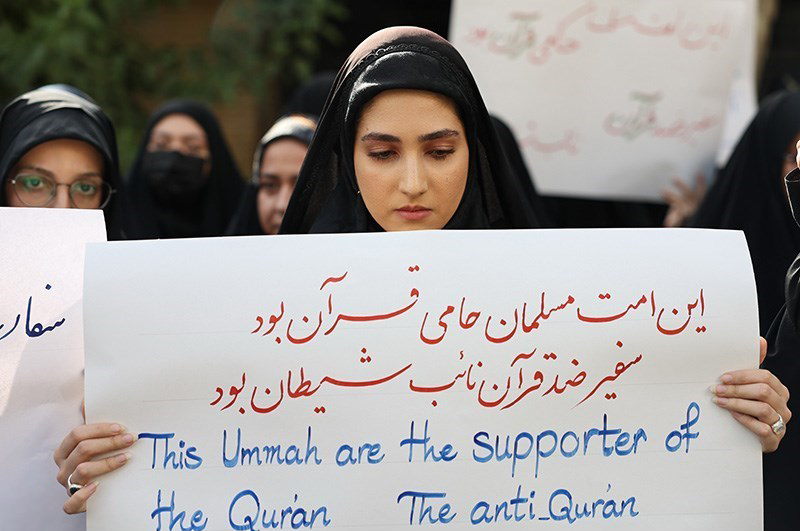
德黑蘭瑞典駐伊朗大使館外的抗議者。

瑞典學院觀察到，穆斯林對瑞典政府及其警方的態度日趨負面，並在社群媒體上發起抵制瑞典的呼籲，穆斯林世界的政治和宗教領袖亦紛紛加入。根據瑞典民調機構Novus與伊拉克民調機構的聯合調查，77%的伊拉克受訪者認為瑞典「敵視伊斯蘭」。
2023年7月2日，巴基斯坦卡拉奇新聞俱樂部外爆發兩場示威，抗議焚燒《古蘭經》的行為。在伊斯蘭堡，警方則阻止宗教組織巴基斯坦伊斯蘭協會的支持者遊行至瑞典駐巴基斯坦大使館。
總部位於巴基斯坦的遜尼派極端組織章格維軍則於7月1日發表聲明，呼籲對巴基斯坦基督徒發動種族滅絕，以報復瑞典的焚經事件。
6月29日，伊拉克宗教領袖穆克塔達·薩德爾批評瑞典「敵視伊斯蘭」，隨後抗議者衝入瑞典駐伊拉克大使館，雖然未長時間占據，但造成外交緊張。
7月7日，伊拉克足球隊阿比爾體育會在弗朗索·哈里體育場進行伊拉克超級聯賽新賽季的揭幕戰，並在場上發起示威，以表達對焚燒《古蘭經》事件的不滿。
7月19日，在瑞典發生另一場計劃中的焚燒《古蘭經》事件後，示威者闖入瑞典駐伊拉克大使館並縱火。伊拉克政府隨即驅逐瑞典大使、宣佈與瑞典斷交，並禁止瑞典企業在伊拉克營運。美國政府則批評伊拉克安全部隊未能阻止示威者攻擊使館。
作為回應，伊朗支持的伊拉克民兵組織洞穴人透過Telegram發佈威脅，呼籲追殺「所有瑞典人」，並鼓勵對其施以暴力。
10月16日晚間，一名伊斯蘭國支持者在比利時布魯塞爾聖揚斯-莫倫貝克聖特萊特廣場附近，槍殺兩名瑞典公民並造成另一人受傷。比利時當局表示，兇手的作案動機與受害者的瑞典身份有關，此案可能是針對瑞典焚燒《古蘭經》的報復行動。受害者當時身穿瑞典國家足球隊隊服，兇手則在隨後發布的影片中宣稱自己是「專門針對瑞典人」發動襲擊。

## 反應

### 國家
- 瑞典：瑞典政府譴責焚燒《古蘭經》的行為，認為這是「伊斯蘭恐懼症的表現」，並強調這不代表官方立場[37]。此事件在瑞典引發關於言論自由與仇恨言論界線的激烈辯論[9]。瑞典政府指出，俄羅斯支持的虛假訊息網絡正散播謠言，誤導外界以為瑞典政府縱容焚經行為，試圖破壞瑞典加入北約的進程[38]。警方已對2023年6月在斯德哥爾摩清真寺外焚燒《古蘭經》的男子展開仇恨犯罪調查，並由檢察官決定是否正式起訴[39]。7月30日，首相烏爾夫·克里斯特松警告，瑞典當前的安全形勢為「二戰以來最嚴峻」[40]。
- 丹麦：外交部長拉爾斯·勒克·拉斯穆森表示，焚燒《古蘭經》是「極具冒犯性且魯莽的行為」，但強調這些行為只代表個人，不代表丹麥社會的價值觀[41]。丹麥政府正研究法律手段，以限制在外國使館前焚經的行為[41]。8月4日，丹麥宣佈加強邊境管制，以防範煽動性人物入境[42]。
- 阿富汗伊斯蘭酋長國：阿富汗塔利班暫停所有與瑞典相關的活動，包括瑞典援助組織的運作，並表示除非瑞典政府正式道歉，否則禁令不會解除[43]。
- 伊朗：伊斯蘭革命衛隊高層表示，伊朗有責任懲罰焚經者，並警告他將無法獲得安全保障[44]。伊朗最高領袖阿里·哈梅內伊更直接呼籲對焚經者判處死刑[45]，並指責瑞典「向穆斯林世界宣戰」[46]。伊朗情報與國家安全部則指控莫米卡自2019年起即受摩薩德操控[47]。伊朗境外行動官員阿里·穆罕默迪·西拉特表示焚經者應該「終身活在恐懼之中」[48]。伊斯蘭革命衛隊總司令侯賽因·薩拉米則稱，即便數十年後，該名男子也應活在恐懼之中[49][50]。
- 伊拉克：伊拉克政府召見瑞典大使，強烈譴責焚經行為是「種族主義」且「不負責任」的舉動[23]。此後，伊拉克宣佈與瑞典斷絕外交[26]及商業關係[51][52]。伊拉克宗教領袖穆克塔達·薩德爾要求瑞典取消莫米卡的國籍並將其引渡受審，否則將進行缺席審判[8]。7月20日，在瑞典計劃再度焚燒《古蘭經》後，伊拉克驅逐瑞典大使[26]。
- 约旦：約旦政府將此事件定性為「嚴重的種族仇恨行為」[8]。
- 摩洛哥：摩洛哥召回駐瑞典大使，未設定返回時限[7]。
- 巴基斯坦：總理夏巴茲·謝里夫發起「古蘭經神聖日」抗議活動，並獲穆斯林群眾響應[23]。7月11日，外交部長比拉瓦爾·布托·扎爾達里在聯合國人權理事會上批評，焚經行為是「煽動宗教仇恨與暴力」，且是在「政府默許與縱容」下發生的[53]。
- 土耳其：總統雷傑普·塔伊普·艾爾多安對瑞典允許焚經行為表示憤怒，強調土耳其不會容忍此類「挑釁行為」。他強調：「我們會讓西方國家明白，侮辱穆斯林的神聖信仰並非言論自由[7]。」此時，土耳其與瑞典關係緊張，因土耳其指責瑞典未對庫爾德人活動人士與居倫運動採取足夠行動，從而拖延批准瑞典加入北約[8][54]。2月1日，艾爾多安表示土耳其將支持芬蘭加入北約，但拒絕瑞典[55]。7月下旬，土耳其對焚經的拉斯穆斯·帕魯丹等10人發布逮捕令[56]。
- 印度尼西亞：印尼政府透過外交部正式譴責焚經事件[57]。8月1日，印尼外交部長蕾特諾·馬爾蘇迪召見瑞典與丹麥大使，表達強烈不滿[58]。
- 埃及：埃及愛資哈爾大學呼籲全球穆斯林抵制瑞典與丹麥產品，並稱焚經行為是對伊斯蘭教與全球穆斯林的「公然挑釁」[59]。外交部長薩米·舒克里則譴責此舉是「極度可恥的行為」[60]。埃及外交部召見瑞典臨時代辦伊哈卜·納斯爾，並在會面中表達譴責[61]。
- 科威特：科威特宣布禁止進口來自允許焚經的國家的產品[62]。
- 俄羅斯（ 車臣共和國）：俄羅斯車臣共和國首腦拉姆贊·卡德羅夫在Telegram上呼籲對瑞典與丹麥採取「更強硬手段」，並質問伊斯蘭國家領袖為何允許《古蘭經》遭公然褻瀆[63]。
- 美国：美國政府雖表達對焚經事件的不滿，但仍強調言論自由應受到保障[7]。同時，美國呼籲土耳其批准瑞典加入北約[23]。
- 梵蒂冈：教宗方濟各接受阿聯酋報章《Al-Ittihad》採訪時譴責焚經行為，強調「所有宗教的聖書都應受到尊重」，並對此感到「憤怒與厭惡」[64]。
- 以色列：總統伊薩克·赫爾佐格譴責瑞典允許焚經，稱這是「赤裸裸的仇恨行為」[65][66]。

### 國際組織
7月2日，伊斯蘭合作組織表示，需要國際法和其他集體措施來防止未來褻瀆《古蘭經》的事件。
7月12日，聯合國人權理事會針對焚燒《古蘭經》事件通過了「反對煽動歧視、敵視或暴力的宗教仇恨」議案。與理事會的所有決定一樣，該決定不具有法律約束力。
| 贊成 - 28票 | 反對 - 12票 | 棄權 - 7票 |
| ----------- | ----------- | ---------- |
| 阿尔及利亚  | 比利时      |            |
| 阿根廷      |             | 智利       |
|             | 捷克        |            |
| 玻利维亚    | 芬兰        |            |
| 喀麦隆      | 法國        | 墨西哥     |
| 中國        | 德国        | 尼泊尔     |
| 古巴        | 立陶宛      | 巴拉圭     |
|             | 盧森堡      |            |
| 加彭        | 蒙特內哥羅  |            |
|             | 羅馬尼亞    |            |
| 印度        | 英国        |            |
|             | 美国        |            |
|             |             |            |
|             |             |            |
| 马拉维      |             |            |
| 马来西亚    |             |            |
| 馬爾地夫    |             |            |
| 摩洛哥      |             |            |
| 巴基斯坦    |             |            |
|             |             |            |
| 塞内加尔    |             |            |
|             |             |            |
| 南非        |             |            |
| 苏丹        |             |            |
| 乌克兰      |             |            |
| 阿联酋      |             |            |
|             |             |            |
| 越南        |             |            |

### 瑞典當局
2023年2月，瑞典警方拒絕某協會與個人在斯德哥爾摩的土耳其與伊拉克大使館外焚燒《古蘭經》的申請。然而，6月，斯德哥爾摩上訴法院推翻這一決定，認為警方所提出的安全風險理由不足以凌駕於憲法保障的示威權利之上。目前，瑞典與丹麥皆無褻瀆宗教相關法律。
2023年7月12日，瑞典最高行政法院宣佈受理一起抗議許可遭拒的案件。11月6日，法院最終裁定支持上訴法院的決定，強調集會與示威自由受憲法保障，相關限制應嚴格解釋，不得隨意剝奪。
2025年1月29日，莫米卡遇害後，他因焚經案所面臨的判決被延至2月3日。

### 丹麥當局
丹麥安全情報局警告，連串焚經事件已提升恐怖主義風險。為應對局勢，丹麥國會於2023年12月7日通過新法，禁止「不當對待」宗教經典，包括《古蘭經》、《聖經》和《妥拉》，無論是在公開或私人場合，只要行為被拍攝並傳播，違者可被罰款或最高判處兩年監禁。
這項法案引發爭議，自由聯盟等反對黨批評其過度限制言論自由。不過，丹麥司法部部長彼得·胡梅爾高強調，法律仍允許批評宗教和宗教諷刺。有人認為，政府此舉可能與爭取聯合國安理會席位有關，而反對黨丹麥人民黨與新右派則要求就此舉行公投。